# Brian Massumi
Brian Massumi (né en 1956) est un philosophe, traducteur et théoricien du politique et de l'esthétique canadien. Il est actuellement professeur au Département de Communication de l'Université de Montréal
Ses travaux portent notamment sur les problèmes de la perception, sur les affects et le virtuel. Il a exploré ses thèmes dans les domaines de l'art contemporain (Bracha L. Ettinger, par exemple), de l'architecture (Frei Otto), de la théorie politique (autour du concept de peur dans la politique américaine contemporaine), des Cultural studies et dans la philosophie en général. 
Dans le monde anglo-saxon, Massumi est connu pour ses traductions en anglais de philosophes contemporains tels Jean-François Lyotard (La condition postmoderne, avec la collaboration de Geoffrey Bennington), Jacques Attali (Bruits) et surtout Gilles Deleuze et Félix Guattari (Mille Plateaux). Les travaux de Massumi sont d'ailleurs très influencés par la pensée de ces deux derniers auteurs dont il articule l'apport à l'« empirisme radical » de William James.
Massumi collabore avec l'artiste et théoricienne Erin Manning qui dirige le Sense Lab, un laboratoire de recherche-création affilié à l'institut de recherche-création en arts médiatiques « Hexagram » . Ils coéditent une série d'ouvrages aux MIT Press ayant pour titre « Technologies of Lived Abstraction » où contribuent les membres fondateurs du Sense Lab journal. 
En France, Massumi contribue régulièrement à des collectifs sur Deleuze et Guattari, notamment dans la revue Multitudes.

## Publications
- The Personality of Power: A Theory of Fascism for Anti-fascist Life, Durham (Caroline du Nord), Duke University Press, 2025
- Toward a Theory of Fascism for Anti-fascist Life: A Process Vocabulary Colchester, Minor Compositions, 2025
- Parables for the Virtual: Movement, Affect, Sensation, 2ème édition augmentée, Duke University Press, 2021
- Couplets: Travels in Speculative Pragmatism, Duke University Press, 2021
- Architectures of the Unforeseen: Essays in the Occurrent Arts, Minneapolis, University of Minnesota Press, 2019
- 99 Theses on the Revaluation of Value: A Postcapitalist Manifesto, Minneapolis, University of Minnesota Press, 2018
- The Principle of Unrest: Activist Philosophy in the Expanded Field, Londres, Open Humanities Press, 2017
- Ontopower: War, Powers, and the State of Perception, Durham (Caroline du Nord), Duke University Press, 2015
- Politics of Affect, Cambridge (Royaume-Uni), Polity Press, 2015
- The Power at the End of the Economy, Durham (Caroline du Nord), Duke University Press, 2015
- What Animals Teach Us about Politics, Durham (Caroline du Nord), Duke University Press, 2014
- avec Erin Manning, Thought in the Act: Passages in the Ecology of Experience, Minneapolis, University of Minnesota Press, 2014
- Semblance and Event: Activist Philosophy and the Occurrent Arts, Cambridge (Massachusetts), MIT Press, 2011
- Parables for the Virtual: Movement, Affect, Sensation, Durham (Caroline du Nord), Duke University Press, 2002
- A User's Guide to Capitalism and Schizophrenia: Deviations from Deleuze and Guattari, Cambridge (Massachusetts), MIT Press, 1992
- avec Kenneth Dean, First and Last Emperors: The Absolute State and the Body of the Despot, Williamsburg (Brooklyn), Autonomedia, 1993

### Traductions françaises
- Agitations. Capitalisme et plus-value de vie, préface d'Isabelle Stengers, postface de Thierry Drumm, Bruxelles, Météores, 2024.
- L'économie contre elle-même. Vers un art anti-capitaliste de l'événement, Montréal, Lux, 2018
- avec Erin Manning, Pensée en acte. Vingt propositions pour la recherche-création, Dijon, Les Presses du réel, 2018
- Ce que les bêtes nous apprennent de la politique, Bellevaux, Dehors, 2019
- Ontopouvoir : guerre, pouvoir, perception, Dijon, Les Presses du réel, 2021

### Ouvrages édités
- A Shock to Thought: Expression After Deleuze and Guattari, Londres, Routledge, 2002
- The Politics of Everyday Fear, Minneapolis, University of Minnesota Press, 1993